# Kambalanetti, Manvi
Kambalanetti là một làng thuộc tehsil Manvi, huyện Raichur, bang Karnataka, Ấn Độ.